# Juan Eulogio Barra
Juan Eulogio Barra é uma localidade do Partido de Adolfo Gonzales Chaves na Província de Buenos Aires, na Argentina. Sua população estimada em 2001 era de 224 habitantes.